# Rafał Grzyb
Rafał Grzyb, né le 16 janvier 1983 à Jędrzejów, est un ancien footballeur polonais. Il occupait le poste de milieu de terrain.

## Biographie

### Débuts timides à Małogoszcz et Łęczna
Rafał Grzyb commence à jouer au football au niveau amateur en 2001 au Wierna Małogoszcz, club situé à une vingtaine de kilomètres de sa ville natale, Jędrzejów. En 2006, il rejoint le Górnik Łęczna, club de première division. En une demi-saison, il ne joue qu'un match de Coupe de la Ligue, le 2 décembre 2006 contre le Korona Kielce. Quelques semaines plus tard, ce dernier désire s'attacher ses services, tout comme le KSZO Ostrowiec Świętokrzyski ou le Stal Stalowa Wola. Cependant, le joueur choisit l'offre du Polonia Bytom, qui se le fait prêter un an avec option d'achat.

### Devient un joueur important avec Bytom
Le 10 mars, il fait ses débuts avec Bytom en deuxième division, contre le ŁKS Łomża. À partir de la vingtième journée, Grzyb dispute l'intégralité de tous les matches. Grand artisan de la montée du club en Ekstraklasa, il finit l'année avec seize rencontres et un but, inscrit lors du dernier match contre le Miedź Legnica. Le 28 juillet 2007, le Polonais prend part à son premier match dans l'élite, et s'incline contre le Jagiellonia Białystok. Dès le début du championnat, il enchaîne les matches, et convainc ses dirigeants de le conserver, malgré les intérêts de clubs comme le Lech Poznań ou le Ruch Chorzów. Régulier avec le Polonia, il ne manque que quatre-vingt-dix minutes dans la saison, et attire donc les regards d'autres clubs européens, mais aussi du sélectionneur Leo Beenhakker, qui le sélectionne dans sa liste de réserve pour le match opposant la Pologne à la Bosnie-Herzégovine en décembre 2007. En fin de saison, son équipe termine à la treizième place du classement, à deux points de la relégation.
À l'intersaison, il veut quitter le club, et effectue un essai en Ukraine, au Karpaty Lviv, qui n'est pas concluant. Absent en début de saison, il reprend sa place au mois de septembre, et ne la quitte plus. Il se met même à marquer quelques buts, donnant par exemple la victoire à son club contre le Legia Varsovie le 7 novembre d'une grosse frappe des trente mètres. Ce premier but dans l'élite est d'ailleurs selon lui « l'un des plus beaux et plus importants de sa carrière, assurant à son équipe la victoire dans un match de prestige ». À l'hiver 2009, deux clubs plus huppés, le RSC Anderlecht et l'Arminia Bielefeld, reviennent vers lui. Restant au Polonia, Rafał Grzyb ne rate pas une minute lors de la seconde partie de saison, et atteint avec son club la septième place du classement. La saison 2009-2010 se profile comme la précédente, le Polonais jouant toujours autant et devenant même le capitaine. Le 14 août 2009, après un match à Wrocław, il est arrêté par les agents du Bureau Central Anti-Corruption (CBA), les procureurs l'accusant d'avoir accepté de l'argent pour perdre le match Motor Lublin - Wierna Małogoszcz du 11 juin 2005,. Remis en liberté quelques heures plus tard, il est condamné à payer une amende de dix mille złotys. Malgré cela, Grzyb joue encore une fois tous les matches dans leur intégralité, jusqu'à la trêve hivernale.

### Nouvelle aventure avec le Jagiellonia
Le 1er janvier 2010, il s'engage pour deux ans et demi avec le Jagiellonia Białystok, qui débourse un peu moins de cent mille euros.
Avec le Jaga, Rafał Grzyb est également titulaire dans le milieu de terrain, remplaçant Marco Reich, parti en Autriche. Buteur à Gdańsk, le 6 avril, lors de la demi-finale aller de coupe nationale, il participe pleinement à la victoire de son club dans la compétition, qui gagne ainsi le premier trophée majeur de son histoire. Quelques semaines plus tard, l'équipe s'impose lors de la Supercoupe de Pologne, avant de s'apprêter à jouer pour la première fois en coupe d'Europe.
Même si les résultats du club sont moins bons lors des saisons suivantes, Grzyb reste l'un des cadres du Jagiellonia.
Après le départ à la retraite de Tomasz Frankowski en 2013, il devient le capitaine du club.

## Palmarès
- Vainqueur de la Coupe de Pologne : 2010
- Vainqueur de la Supercoupe de Pologne : 2010